# Premis literaris Ciutat de València
Els Premis literaris Ciutat de València són uns premis literaris convocats per primera vegada l'any 1982 com a premis literaris Ciutat de València de l'Editorial Prometeo, i que a partir de l'any 1984 la regidoria de Cultura de l'Ajuntament de València va assumir-ne l'organització i va ampliar els premis en metàl·lic. Combinen diverses modalitats com ara narrativa, poesia, teatre i assaig, tant en valencià com en castellà.
Alternant-se cada any en la combinació gènere i idioma, corresponent la convocatòria de 2015 a poesia en castellà i narrativa en valencià.
Tenen una dotació econòmica que ha variat segons l'edició i categoria. Per exemple, l'edició de 2015 la dotació econòmica del premi de narrativa era de 12.000 euros i de 8.000 euros para el de poesia, així com la publicació del text per part de l'Ajuntament, a més d'una estatueta original de l'escultor Miquel Navarro.

## Modalitats
Té diverses modalitats:
- Premi de Narrativa en valencià Isabel de Villena (abans anomenat Constantí Llombart)
- Premi de Narrativa en castellà Vicente Blasco Ibáñez
- Premi de Poesia en valencià María Beneyto (abans anomenat Roís de Corella)
- Premi de Poesia en castellà Juan Gil-Albert
- Premi de Teatre en valencià Eduard Escalante
- Premi de Teatre en castellà Max Aub
- Premi d'Assaig en Castellà Celia Amorós
- Premi d'Assaig en valencià Josep Vicent Marqués

## Guardonats

### PremiIsabel de Villenade narrativa en valencià
- 2022: Les puces, Manuel Hurtado Juan
- 2021: Vida del lletrat Mateu de Bel, contada en llengua viva, Josep Franco i Martínez,[5] posteriorment publicada amb el títol La frontera
- 2020: Isabel escrigué lo llibre, Rosa Maria Sanchis Caudet[6]
- 2019: La cançó del mag Merlí, Iván Carbonell Iglesias[7]
- 2018: I en la fatiga, si topa, d’amic, el diable, Jesús Carles Moncho Pascual[8]
- 2017: El cas dels homes tatuats, Manel Joan i Arinyó i Elvira Andrés Solanes[9]
- 2016 desert[10]
- 2015: Un quasi de papallona, Francesc Bodí[11]
- 2014:
- 2013: Un ram de roses grogues, Àngels Moreno[12]
- 2012: Últimes existències, Jovi Lozano-Seser[13]
- 2011:
- 2010:
- 2009: Més enllà de San Francisco, Toni Mollà[14]
- 2008: Lennon i Anna, Vicent Borràs[15]
- 2007: Plagis, Urbà Lozano[15]
- 2006: Pana negra, Joan Olivares[15]
- 2005: Desert[15]
- 2004: On dormen les estrelles, Joan Garí[15]
- 2003: El santíssim Crist de l'església, Marià Ferrer[15]
- 2001: Les urpes del llop, Vicent Pallarés[15]
- 2000: La pols i el desig, Jesús Moncho[15]
- 1999: Nit de foc, Vicent Marqués[15]
- 1998: El vagabund vocacional, Francisco Munilla Escuer[16]
- 1997: Entranyable temor, Angel M. Uribes i Fillol[17]
- 1996: El poderós, Carles Recio i Alfaro[18]
- 1995:
- 1994: Fulles mortes, Enric Calvo[19]
- 1993: I en despertar, Felip Bens i Carrión i Sandra López i Balaguer[20]
- 1992:
- 1991:
- 1990: Nit del foc, Vicent Marqués[21]
- 1989: La claredat incerta de l'alba, Josep Gregori Sanjuan[22]
- 1988:
- 1987:
- 1986:
- 1985: Romànica ficció, Josep Gregori Sanjuan[22]
- 1984: Gelat de maduixa, Antònia Vicens[23]

### PremiMaria Beneyto i Cuñatde poesia en valencià
- 2022: La fam tendra, Josep Lluís Roig
- 2021: Ultramarins, d'Eduard Marco Escamilla[5]
- 2020: Una nit sense vent, Mercé Claramunt i Diego[6]
- 2019: Versos oceànics, Francesc Mompó i Valls[7]
- 2018: Serps i paisatges, Iban Llop[8]
- 2017: La febre dels dies, Ramón Guillem Alapont[9]
- 2016: Aquí, on passa tot, Pere Antoni Pons[10]
- 2015: La conspiració, Miquel López Crespí[24]
- 2014: Terra sagrada, Manuel Roig Abad[25]
- 2013: El temps trobat, Josep Piera[26]
- 2012: El llibre del professor, Alexandre Bataller Català[27]
- 2011: Llibre de les enrònies, Vicent Penya[28]
- 2010: Llibre de les enrònies, Vicent Penya[15]
- 2009: Raspall, Juli Capilla[14]
- 2008: Molt prop del crepuscle, Josep Lluís Garcia Ferrada[29][30]
- 2007: Desert[15]
- 2006: El poema és sobrer, Maite Insa[15]
- 2005: Constants vitals, Manel García Grau[15]
- 2004: L'odi, Josep Ballester[15]
- 2003: Els haikus de Ciutat Vella, Antoni Defez[15]
- 2001: València, fragments d'un dietari poètic, Empar de Lanuza[15]
- 2000: Anxia, Josep Carles Laínez[15]
- 1999: Sonets d'amor i desamor, Obduli Jovaní i Puig[31]
- 1998: Eufemismes, Chimo Lanuza[32]
- 1997:
- 1996: La clau del llavi obert, Anfós Ramón[33]
- 1995:
- 1994:
- 1993: De set en set, Artur Ahuir[34]
- 1992:
- 1991: Faules de nit i somis, Josep Lluís Garcia Ferrada[35]
- 1990: Aigüestortes, Francesc Collado[15]
- 1989: Imitació de la soledat, Vicent Berenguer[36]
- 1988:
- 1987:
- 1986:
- 1985: L'heura del desig, Jaume Pérez Montaner[37]
- 1984: Discurs de salvació, Josep F. Escudero[38]
- 1983:

### PremiEduard Escalantede teatre en Valencià
- 2022: Buit de mi, Sònia Alejos
- 2021: Ella i màquina, Sergi Berbel
- 2020 desert[6]
- 2019: De dol, Queralt Riera[7]
- 2018: Play, Francisco Ramón Romeu Sánchez[8]
- 2017: 11 prínceps, Marc Angelet Cantos[9]
- 2016: De Çuquey a Nayma, Gemma Miralles Esteve[39]
- 2009: Desert[40]
- 2007: Hikiko Mori, Jordi Faura[15][41]
- 2006: Estralls, Jordi Casanovas[15]
- 2005: Huella en la piel, Antonio Cremades i Yanina L. Marini[42]
- 2004: Maquillando cadáveres, Juan Luis Mira[43]

### PremiJosep Vicent Marquésd'assaig en valencià
- 2022: Lluny d'Amèrica, Lourdes Toledo
- 2021: De la pròpia veu a la veu pròpia, Antoni Defez
- 2020: Les fronteres de Walter Benjamin, Josep Muñoz Redón
- 2019: L'home impacient. (Diaris 1996-1998), Antoni Martí Monterde[7]
- 2018: Dues o tres pintes més tard. Notes disperses (2012-2014) Ferran Archilés Cardona[8]
- 2017: Il·luses, santes, falsàries, Albert Toldrà[44][9]
- 2016: Roses fines, Francesc J. Hernàndez

### PremiVicente Blasco Ibáñezde narrativa en castellà
- 2022: Cervantina, René Fuentes Gómez
- 2021: La pesquisa de los tesoros ocultos, Ángel Juan Alloza Aparicio[5]
- 2020: El informe Jaspers, José Ignacio Nájera Nieto
- 2019: El último libro, Marcos Eymar Benedicto[7]
- 2018: Música para pistoleros, Rodrigo Germán Díaz Cortez[8]
- 2017: Kuebiko, Miguel Ángel Carmona del Barco[9]
- 2016: Los jardines de Babilonia, Fernando Larrauri[10]
- 2015
- 2014: Desert[25]
- 2013
- 2012: El caso Wittgenstein, Carlos Sebastian Saéz[27]
- 2011
- 2010
- 2009: El baile de las lagartijas, Daniel de Juan Marco[14]
- 2008:
- 2007: Sangre, cólera, melancolía y flema, Carlos Aimeur[41]
- 2006:
- 2005: Las manos del ángel, Fernando Palazuelos[42]
- 2004: Yo fui guía en el infierno, Fernando Arias Ramón[43]
- 2003:
- 2001:
- 2000:
- 1999:
- 1998:
- 1997:
- 1996:
- 1995:
- 1994:
- 1993:
- 1992:
- 1991: Pedro J. de la Peña[41]
- 1990:
- 1989:
- 1988: Fernanda Zabala[41]
- 1987: Vicente Muñoz Puelles[41]

### PremiJuan Gil-Albert Simónde poesia en castellà
- 2022: Anotaciones a pie de página, Juan Gil-Albert
- 2021: De tu tacto, Mª Carmen Caramés Gorgal[5]
- 2020: Motivos de sospecha, José Antonio Ramírez Lozano[6]
- 2019: Arborescente, Nieves Chillón Gázquez
- 2018: En fiera y desigual batalla, Miguel Saporta Bon[8]
- 2017: Nada que lamenta, José Ramón Ovejero Lafarga[9]
- 2016: Lienzos, Mar Busquets[10]
- 2015: En alguna parte es otoño, Teresa Espasa[3][2]
- 2014:
- 2013: Hacia el país del aire, Adolfo Alonso Ares[12]
- 2012: Frágil, Elena Torres[13]
- 2011:
- 2009: Caso perdido, Sergio Arlandis[14][45]
- 2008: Con la luz sumergida, Víctor del Moral[46]
- 2007: Arder en el cántico, José Iniesta Maestro[41]
- 2005: Libro ciudad, Pedro López[42]
- 2004: No detengáis el alba, Pedro José Moreno Rubio[43]
- 2003: Fragilidad de las heridas”, Ricardo Bellveser[47]
- 2001:
- 2000: Del desencanto y otras pesadumbres, Ignacio Caparrós[48]
- 1999: ... ..., Antonio Porpetta
- 1998:
- 1997:
- 1996:
- 1995:
- 1994:
- 1993:
- 1992:
- 1991:
- 1990:
- 1989:
- 1988:
- 1987:
- 1986:
- 1985:
- 1984: El jardín de ida, Miguel Romaguera
- 1983:

### Premi Max Aub de teatre en castellà
- 2022: David, Paco Zarzoso
- 2021 desert[5]
- 2020: Céspedes, con e, Alberto Gálvez Iglesias[6]
- 2019: Modo avión, Miguel Ángel González[7]
- 2018: No temáis, yo vencí al mundo, Sergio Martínez Vila[8]
- 2017: Taxi Girl, María Velasco González
- 2016: La Manada, Daniel Dimeco[39]

### PremiCelia Amorósd'Assaig en castellà
- 2022: Contra los influencers: la ciudad letrada ante la corporativización tecnológica de la literatura, Martín Rodríguez Gaona
- 2021: Los ojos pintados y relumbrantes de la serpiente, Herminia Luque Ortiz[5]
- 2020: La resistible expansión del universo irónico, Manuel Sáiz[6]
- 2019: El agua del extranjero. Descalabros de un mercenario humanitario, Fernando Marín Gallardo[7]
- 2018: La huída de la imaginación literaria en la era del copio y pego, Vicente Luis Mora Suárez-Varela[8]
- 2017: Máscaras de la mentira. La mentira como gran espectáculo en la era de la posverdad, Raúl Rodríguez Ferrándiz[9]
- 2016: Europa. Los nuevos movimientos sociales y el pensamiento zombi, Rosa María Rodríguez Magda[6]

### PremiMax Aub Mohrenwitzd'assaig en castellà
- 2009: El problema de la identidad, Daniel Tubau[40]
- 2007: Anatomía del secreto, Miguel Catalán[41]
- 2005: La conferencia (El plagio sostenible), Pepe Montserín[42]
- 2004: La figura y la torsión, Fernando Zalamea[43]

### PremiCelia Amorósde Teatre en castellà
- 2009: La muchacha de azul, Marisa Esteban[40]
- 2007: Inmortales en el jardín, Juan González Riquelme[41]